# Элурантроп
Элурантроп, также котолак или веркот (англ. Ailuranthrope или Werecat, нем. Werkatze, пол. Kotołak) — оборотень, принимающий облик представителя семейства кошачьих.

## Этимология
Элурантропия происходит от греческих корневых слов «ailouros», означающего «кошка» и «антропос», что означает «человек» и относится к превращению человека/кошачьих или к других существ, которые сочетают в себе кошачьи и человеческие характеристики. Его корневое слово «ailouros» также используется в элурофилии, наиболее распространенном термине для глубокой любви к кошкам.
Элурантроп — менее известный термин, который относится к кошачьему териантропу.
В зависимости от рассматриваемой истории, участвующим видом может быть домашняя кошка, тигр, лев, леопард, рысь, или любой другой тип, включая некоторые, которые являются чисто мифическими кошачьими. Коты-оборотни все чаще фигурируют в популярной культуре, хотя и не так часто, как волки-оборотни.

## Человек-кот
Одним из «подвидов» элурантропа является Человек-кот, представляющий собой некую гибридную форму из человека и кошки, образ которой развился из котообразного внешне существа, принявшего антропоморфные черты и превратившегося со временем в человека с кошачьими повадками и наклонностями. Одними из ярчайших представителей этого рода являются Кот в сапогах и его английский, менее известный родственник Кот Дика Уиттингтона (Dick Whittingtons Kater).
В одной из басен Эзопа рассказывается о том, как кошка влюбилась в юношу. Её страсть была столь сильна, что богиня любви Афродита, услышав её мольбы, превратила кошку в прекрасную, обворожительную девушку. Однако, несмотря на человеческую внешность, новообращённая не могла удержаться от того, чтобы не погнаться за каждой мышью, которую видела. В конце концов разгневанная богиня превратила её обратно в кошку. Эта басня была основой для стихосложённой притчи Лафонтена «Превращённая кошка» и новеллы Анни Шмидт «Таинственная Минуш».
Интересные легенды о происхождении котолаков существуют на Балканах. Так, согласно одной из румынских легенд, кошка произошла от женщины по имени Ката. Потому, мол, ныне кошки и носят это имя. В Венгрии же, наоборот, рассказывают легенду о том, что женщина (библейская Ева), была создана из кошачьего хвоста. Когда Бог взял у Адама ребро с тем, чтобы создать из него первую женщину, его внезапно выхватила кошка и бросилась наутёк. Бог погнался за ней и схватил за хвост, из которого и была «сделана» Ева.
Следует в этой связи упомянуть и Сфинкса, фантастическое существо, обладавшее волшебными качествами, получеловека-полульва. Согласно древнегреческим представлениям, он был женской природы, согласно древнеегипетским — мужской. В Древней Греции считалось, что в мифические времена сфинкс обитал на одной из гор близ города Фивы. Всем проходившим мимо путешественникам он задавал свои загадки, и те, кто не могли ответить правильно, были чудовищем задушены. В Древнем Египте же Сфинкс почитался как символ бога Солнца Ра и правивших фараонов, как охраняющий входы в храмы и захоронения.
В японской мифологии котолаки представлены в образах бакэнэко — «кошке-призраке», владеющей магией домашней кошкой, охотно превращающейся в пожилых людей, и её родственницей нэкомата, которую можно узнать по её раздвоенному хвосту. В противоположность им нэкомусумэ девушка-кошка предпочитает принимать внешность юных красавиц. В манге и аниме в первую очередь представлена нэкомими (猫耳, кошачьи ушки).

## В художественной литературе и кино
В литературе образ котолака представлен достаточно обширно — в произведениях англичанина Герберта Уэллса («Остров доктора Моро»), американского фантаста Кристофера Паолини («Эрагон»), мексиканского автора Альфреда Авилы («Мексиканские истории о призраках Юго-Запада»), немецких писателей Петера Рюмкорфа («Увидимся в Кенилворте») и Вольфганга Хольбайна («Кошачья зима»), Мариана Бабсона («Девять жизней Вина Фортескью»), польского фантаста К. Т. Левандовского («Сага о котолаке», Saga o kotołaku) и др. В повести «Лафертовская маковница» русского писателя Антония Погорельского элурантроп в кошачьем облике является фамильяром ведьмы, а в человеческом предстает как титулярный советник Аристарх Фалелеич Мурлыкин. В романе Б. Олшеври «Вампиры» чета вампиров превращается в кота и кошку черного окраса. В кино следует отметить такие фильмы, как «Женщина-кошка», «Бэтмен возвращается», 
«Люди-кошки» (1942), «Люди-кошки» (1982), «Лунатики» (сценарий Стивена Кинга), американский телесериал «Настоящая кровь», британский культовый телесериал «Доктор Кто», мультипликационные сериалы «Возвращение кота», «Тундеркэт» и др. В аниме-сериалах часто используется образ «нэко-чан», в котором человек имеет какие-либо постоянные или скрываемые признаки кошачьих (например, кошачьи ушки).